# Sachsen-Anhalt-Tag

Schriftzug des Sachsen-Anhalt-Tages

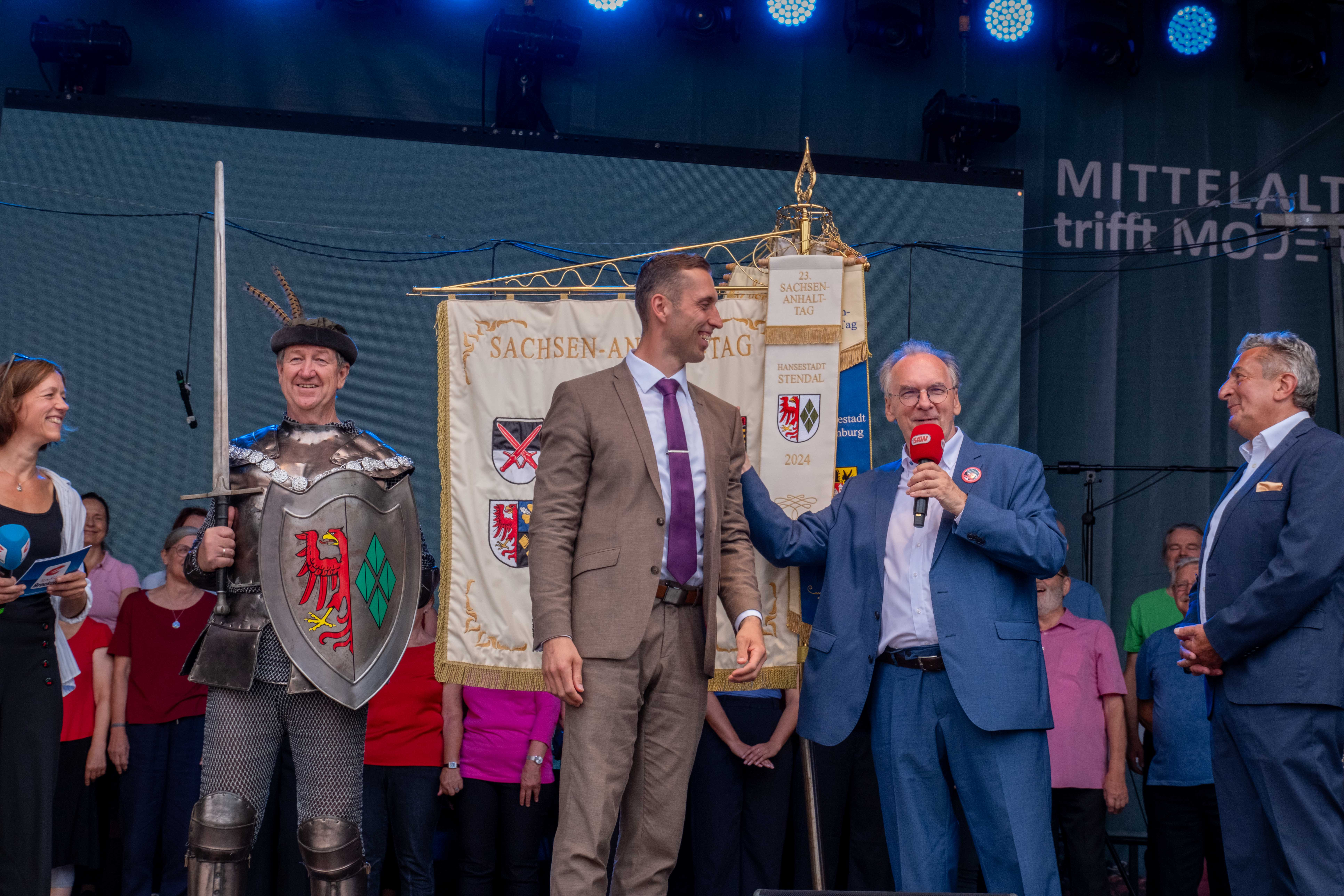
Ministerpräsident Reiner Haseloff übergibt auf der Bühne des Sachsen-Anhalt-Tages in Stendal das Banner an die Ausrichterstadt.

Der Sachsen-Anhalt-Tag ist das offizielle Landesfest und das größte Heimatfest im deutschen Land Sachsen-Anhalt. Er findet jedes Jahr in einer anderen sachsen-anhaltischen Stadt statt.
Mit Beschluss des Landtages von Sachsen-Anhalt im Januar 2017 wurde festgelegt, dass der Sachsen-Anhalt-Tag künftig nur noch im Zweijahres-Rhythmus stattfinden wird. So sollen einerseits die Kommunen, welche die Veranstaltung organisieren, finanziell entlastet werden, andererseits haben sie eine längere Vorbereitungszeit. Aufgrund der 2021 stattfindenden Feiern zum Tag der Deutschen Einheit in Sachsen-Anhalt sollte nach dem Sachsen-Anhalt-Tag 2019 in Quedlinburg das nächste Landesfest erst 2022 in Stendal stattfinden. Aufgrund der Corona-Pandemie wurde das Landesfest aber auf 2024 verschoben.

## Ausrichter-Städte
| Nr.                                                                              | Jahr | Ort                  | Anzahl Besucher | Motto                                                                                        | Bemerkungen |
| -------------------------------------------------------------------------------- | ---- | -------------------- | --------------- | -------------------------------------------------------------------------------------------- | --- |
| 1.                                                                               | 1996 | Bernburg (Saale)     | 250.000         |                                                                                              | |
| 2.                                                                               | 1997 | Stendal              | 250.000         |                                                                                              | |
| 3.                                                                               | 1998 | Zeitz                | 250.000         | Jetzt wirds Zeitz                                                                            | |
| 4.                                                                               | 1999 | Halberstadt          | 400.000         |                                                                                              | |
| 5.                                                                               | 2000 | Bitterfeld           | 350.000         | Seh'n wir uns nicht in dieser Welt, dann seh'n wir uns in Bitterfeld                         | |
| 6.                                                                               | 2001 | Haldensleben         | 300.000         | Weltoffenes Sachsen-Anhalt                                                                   | |
| –                                                                                | 2002 | Burg                 |                 |                                                                                              | ausgefallen aufgrund des Elbehochwassers |
| 7.                                                                               | 2003 | Burg                 | 300.000         |                                                                                              | |
| 8.                                                                               | 2004 | Aschersleben         | 250.000         | Überraschend anders                                                                          | |
| 9.                                                                               | 2005 | Magdeburg            | 580.000         | Magdeburg 12hundert                                                                          | im Rahmen des 1200. Stadtjubiläums |
| 10.                                                                              | 2006 | Halle (Saale)        | 500.000         | Sachsen-Anhalt – kulturvoll – kreativ                                                        | ebenfalls zum 1200. Stadtjubiläum |
| 11.                                                                              | 2007 | Osterburg            | 135.000         | historisch – sportlich – fit                                                                 | im Rahmen des 850. Stadtjubiläums (nach Absage Gardelegens) |
| 12.                                                                              | 2008 | Merseburg            | 250.000         | Merseburg bezaubert                                                                          | zeitgleich mit dem 40. Merseburger Schlossfest |
| 13.                                                                              | 2009 | Thale                | 200.000         | Thale sagenhaft                                                                              | |
| 14.                                                                              | 2010 | Weißenfels           | 260.000         | Weil’s uns freut!                                                                            | im Rahmen des 825. Stadtjubiläums, zeitgleich mit dem Schlossfest |
| 15.                                                                              | 2011 | Gardelegen           | 150.000         | Auf allen Wegen – ab nach Gardelegen!                                                        | |
| 16.                                                                              | 2012 | Dessau-Roßlau        | 350.000         | Ideenreich und Bärenstark                                                                    | Im Rahmen des 800-jährigen Jubiläums von Anhalt |
| 17.                                                                              | 2013 | Gommern              | 300.000         | Sachsen-Anhalt sagt Danke! (Bezug auf die Helfer beim Hochwasser in Mitteleuropa kurz zuvor) | im Rahmen des 200. Jahrestags des ersten erfolgreichen Gefechts preußisch-russischer Verbände gegen die napoleonischen Truppen bei Vehlitz – heute ein Ortsteil von Gommern |
| 18.                                                                              | 2014 | Wernigerode          | 205.000         | Bunte Stadt – buntes Land                                                                    | |
| 19.                                                                              | 2015 | Köthen (Anhalt)      | 165.000         | KÖTHEN – ANHALTen und erleben!                                                               | im Rahmen des 900. Stadtjubiläums |
| 20.                                                                              | 2016 | Sangerhausen         | 140.000         | Sachsen-Anhalt trifft Rose                                                                   | |
| 21.                                                                              | 2017 | Lutherstadt Eisleben | 150.000         | Die Welt zu Gast in Luthers Heimatstadt                                                      | |
| Aufgrund einer Neuregelung findet das Landesfest nur noch alle zwei Jahre statt. |      |                      |                 |                                                                                              | |
| 22.                                                                              | 2019 | Quedlinburg          | 155.000         | Welterbe Weltoffen Willkommen                                                                | Im Rahmen des Festjahres 1100 Jahre Königserhebung Heinrichs I, 30 Jahre friedliche Revolution und 25 Jahre UNESCO-Weltkulturerbe. Das Motto ist von Anna Hundertmarck.     |
| 23.                                                                              | 2024 | Stendal              | 150.000         | Mittelalter trifft Moderne                                                                   | Aufgrund der Corona-Pandemie auf 2024 verschoben. |
| 24.                                                                              | 2026 | Bernburg             |                 | Wo Sachsen Anhalt trifft                                                                     | |